# Madonna del Conforto

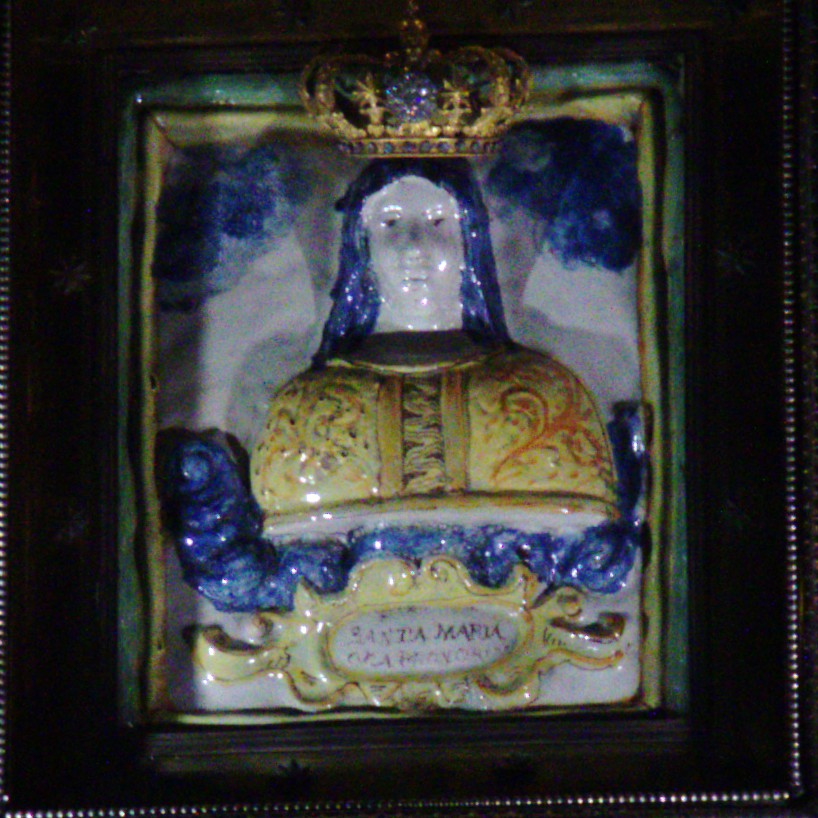
La Madonna del Conforto di Arezzo

La Madonna del Conforto è un'immagine sacra di Maria che, secondo la tradizione cattolica, sarebbe stata oggetto di un miracolo avvenuto ad Arezzo nel pomeriggio del 15 febbraio 1796. 
Nella città toscana, da giorni sconvolta da continue scosse di terremoto, l'immagine in terracotta raffigurante la Madonna di Provenzano, presente all'interno di una cantina, si illuminò a seguito delle preghiere di alcuni fedeli. Da quel momento il terremoto cessò di flagellare Arezzo e, nei giorni seguenti, si sarebbero verificati ulteriori miracoli poi ricondotti all'immagine sacra.
Da allora la Madonna del Conforto è oggetto del culto degli aretini (che la celebrano il 15 febbraio di ogni anno) e nel 1993 fu dichiarata da papa Giovanni Paolo II protettrice della Diocesi di Arezzo-Cortona-Sansepolcro; nel 1998 è stata inoltre dichiarata Patrona dei Volontari di Protezione Civile della provincia di Arezzo.

## Il terremoto di Arezzo del febbraio 1796

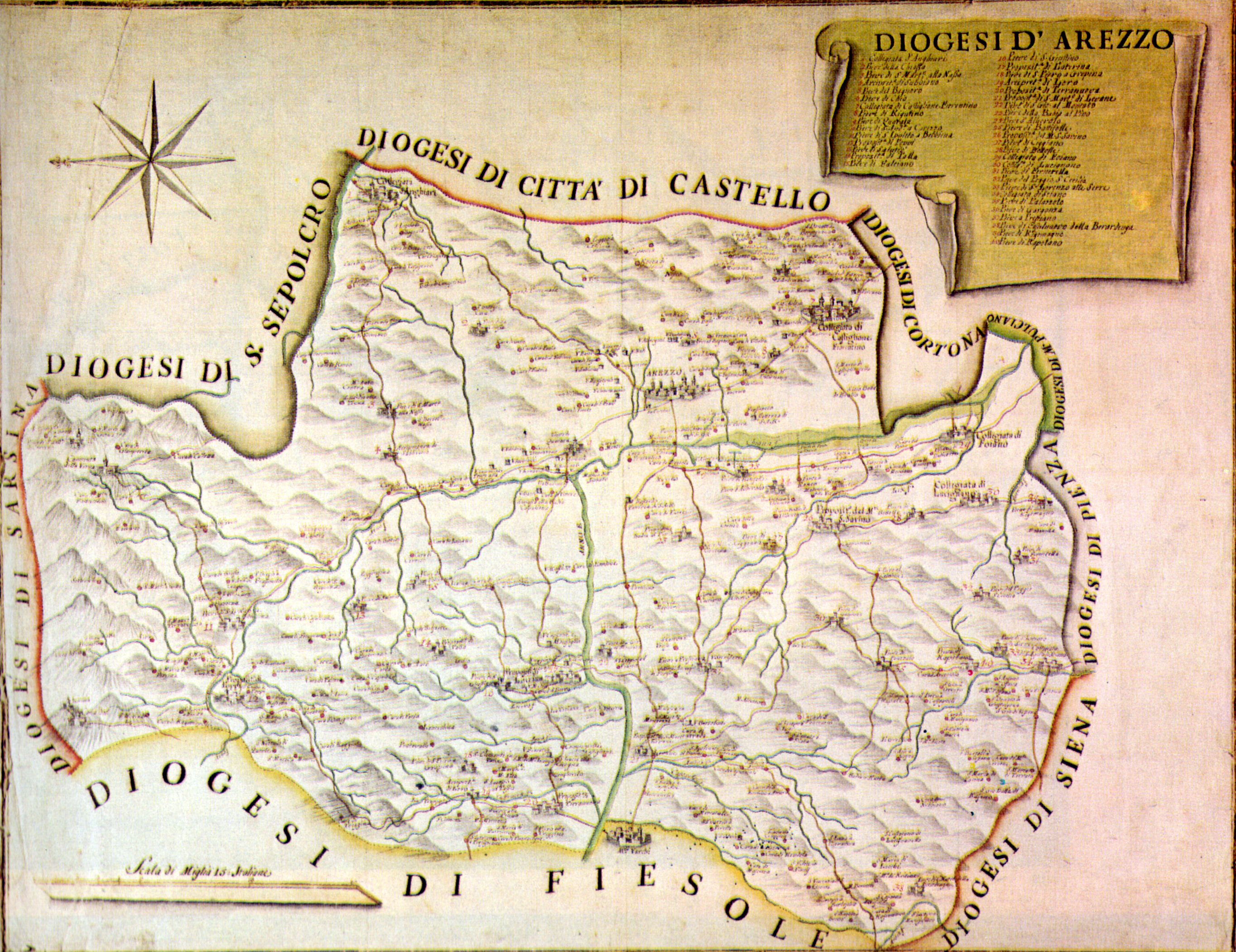
Mappa della Diocesi di Arezzo nel XVIII secolo

A partire dal 1º febbraio 1796, nella zona della città di Arezzo, nel pieno dei festeggiamenti per il carnevale, si registrarono alcune scosse sismiche. Gli eventi tellurici proseguirono ininterrottamente per tutta la prima metà del mese, tanto che, fino al 10 febbraio, oltre trenta scosse si abbatterono sul centro toscano.
Particolarmente violenta fu la scossa avvertita alle due del mattino del 5 febbraio, quando un sisma, poi stimato con magnitudo 5.05 della scala Richter, fece perfino battere alcuni rintocchi alla campana della torre civica di Arezzo.
Le cronache del tempo (redatte dall'abate Giulio Anastasio Angelucci) riportano eventi ulteriori ai movimenti sismici, quali forti fragori che provenivano dalla terra, bagliori di fuoco notturni (verosimilmente luci telluriche) e l'intorbidimento delle acque del fiume Arno.
Gli aretini, atterriti dal fenomeno, iniziarono ad attribuirne le cause a una punizione divina per i loro peccati. Pertanto, furono sospesi i festeggiamenti carnevaleschi e indette processioni religiose per le vie della città.

## Il miracolo

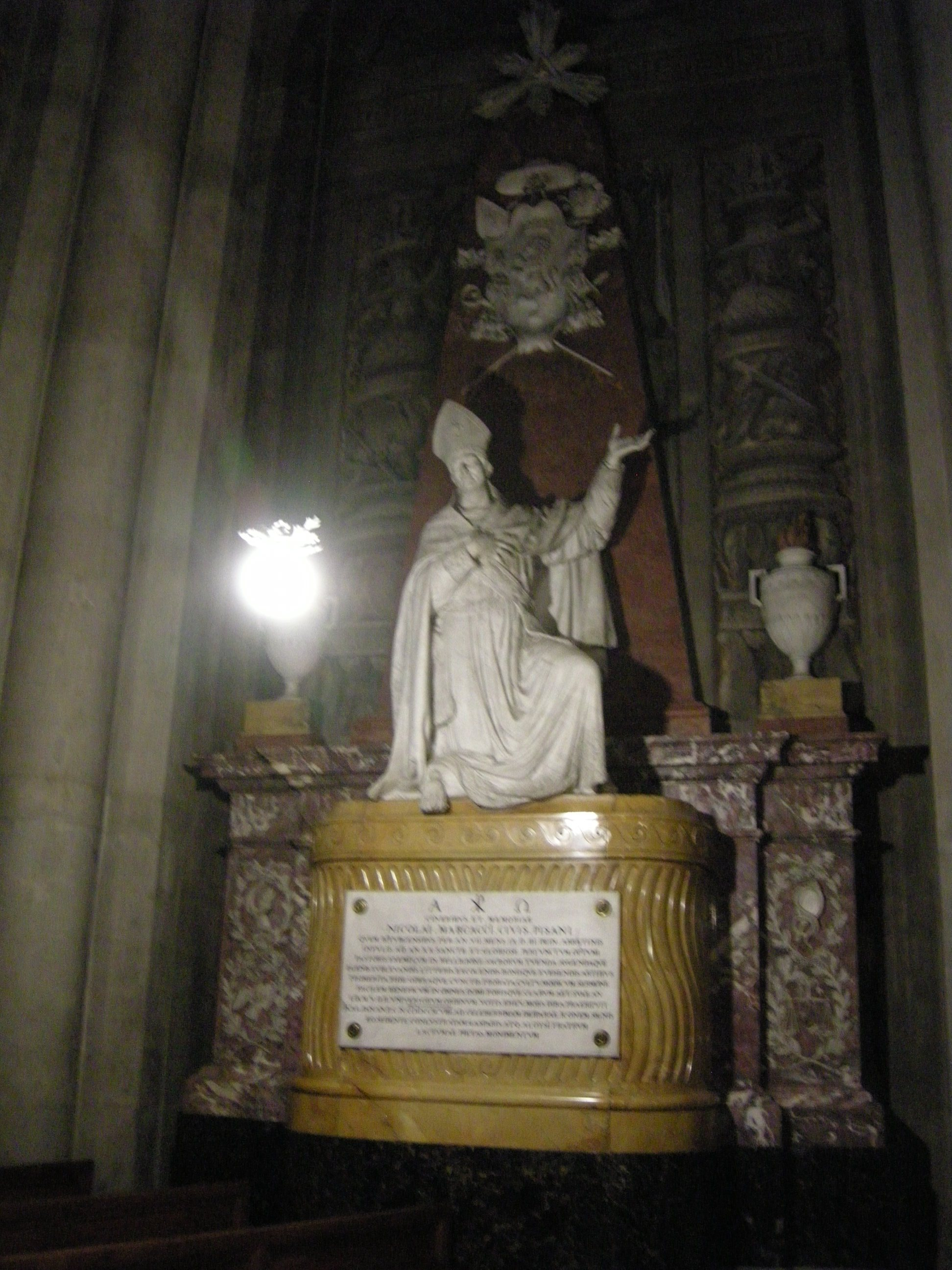
Tomba di monsignor Niccolò Marcacci, vescovo di Arezzo al tempo del miracolo, nel Duomo della città toscana

Nella zona di Porta San Clemente (parte settentrionale del centro storico di Arezzo), si trovava l'Ospizio della Grancia della Congregazione camaldolese, a cui era annessa una cantina. Qui i monaci praticavano la mescita al minuto del vino per le persone meno abbienti.
Su una delle pareti della cantina era murata un'immagine in maiolica, probabilmente realizzata presso una bottega di Asciano e raffigurante la Madonna di Provenzano (venerata a Siena già dalla metà del secolo XVI). L'immagine era collocata in prossimità di un fornello utilizzato per il riscaldamento della stanza e la cottura dei cibi, e i fumi da esso prodotti avevano annerito l'immagine sacra. A ciò avevano contribuito anche le esalazioni di una lampada ad olio che veniva posta, ogni sera, a scopi votivi su una mensola sottostante l'immagine.
Presso il locale lavorava la cantiniera Domitilla Bianchini, che, intorno alle 16.30 del 15 febbraio 1796, si trovava in loco in compagnia di tre avventori: i calzolai Antonio Tanti, Giuseppe Brandini e Antonio Scarpini.
I quattro discutevano delle scosse di terremoto, l'ultima delle quali aveva colpito Arezzo alle tre del mattino di quello stesso giorno. 
Fu al culmine della conversazione che il signor Tanti esclamò: "Voglio accendere il lume alla Gran Madre di Dio. L'ho acceso altre sere, lo voglio accendere anche questa sera". Pertanto, l'uomo prese la lampada ad olio, la accese e la collocò sotto l'immagine della Madonna, iniziando, insieme agli altri due avventori e alla cantiniera, a recitare delle Litanie per chiedere la fine del terremoto.
Improvvisamente, l'immagine cambiò colore e si accese di propria luce: il colore che la ricopriva da giallo scuro si tramutò in un bianco splendente e la Madonna emanò bagliori così forti "come se avesse sul petto diamanti e rubini".
La cantiniera e gli avventori, dopo l'iniziale stupore, decisero di sincerarsi che non si trattasse di un effetto ottico causato dalla vicina lampada ad olio. Dunque, spostarono la lucerna, ma anche così l'immagine continuava a brillare. 
Quando l'immagine cessò di risplendere, la patina scura che l'aveva ricoperta fino a quel momento era venuta meno, restituendole l'originale aspetto limpido e pulito. 
I quattro testimoni diffusero la notizia per la città e, nel giro di poche ore, la cantina si riempì di persone desiderose di vedere con i propri occhi la miracolosa immagine.
Da quel momento, gli aretini, che interpretarono l'accaduto come un segno dell'amore e della protezione di Maria, ribattezzarono l'immagine "Madonna del Conforto".
A partire dall'evento, le scosse di terremoto cessarono del tutto e nella città toscana la vita poté tornare alla normalità.
Al contempo, nei giorni successivi, il territorio di Arezzo fu interessato da un certo numero di guarigioni di persone ammalate, subito ricondotte all'evento miracoloso: tra i vari episodi, le cronache del tempo riportano le guarigioni di due uomini colpiti da paraplegia, di una bambina rachitica, di una ragazza non vedente e di due donne affette da convulsioni.

## Reazioni della Chiesa locale

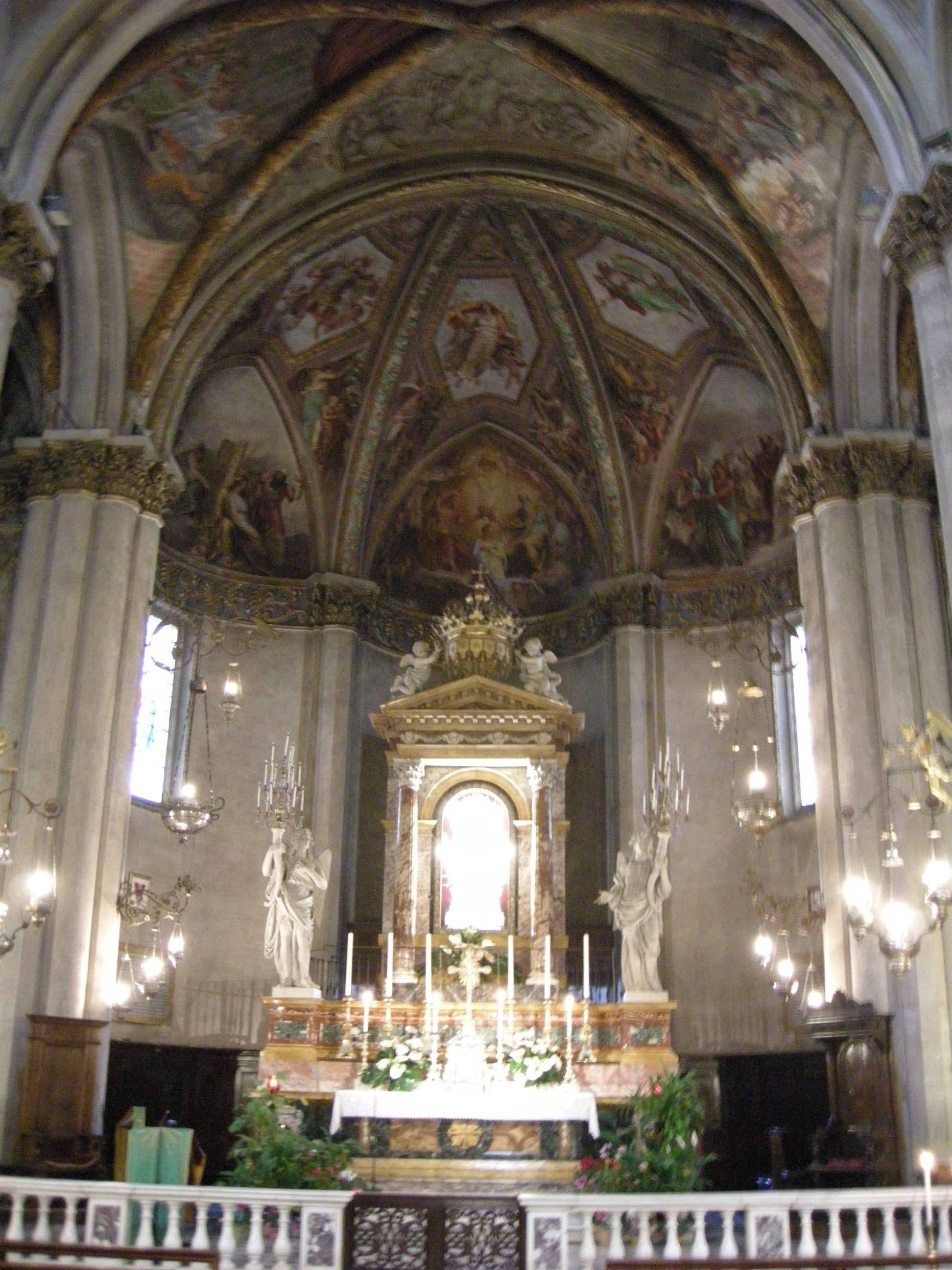
La Cappella della Madonna del Conforto nella Cattedrale di Arezzo

Già nella notte tra il 15 e il 16 febbraio 1796, il vescovo di Arezzo Niccolò Marcacci, venuto a conoscenza dell'accaduto, si recò alla cantina. Data l'imponente folla di fedeli che si era formata all'interno e all'esterno dell'edificio, ordinò che l'immagine fosse smurata e provvisoriamente collocata nella più capiente Cappella dell'Ospizio della Grancia. 
Lo stesso 16 febbraio Marcacci dispose un'inchiesta, nell'ambito della quale furono interrogati i quattro testimoni dell'evento, unitamente a fra Maldolo, custode dell'Ospizio, al marito della cantiniera e al garzone dell'Ospizio. Le testimonianze, in particolare, concordarono che fino al 15 febbraio l'immagine era di un colore nero-giallognolo a causa delle esalazioni del fornello e della lucerna e che era stata invano lavata 15 mesi prima, senza però ottenere alcun risultato; anzi, nei mesi seguenti la patina scura era notevolmente aumentata. All'esito dell'inchiesta, fu concluso che "niuno può ragionevolmente porre in dubbio la miracolosa mutazione di questa Madonna di oscura e quasi nera in bianca, risplendente e bella".
Quindi, il 19 febbraio, Marcacci ordinò che l'immagine fosse condotta solennemente nella Cattedrale. Qui fu alfine collocata in una cappella appositamente realizzata, la cui costruzione iniziò il successivo 5 agosto e sarebbe terminata nel 1815.

## Successive celebrazioni e culto
Monsignor Marcacci morì improvvisamente, a soli 59 anni, il 1º gennaio 1799. Il suo successore, il vescovo Agostino Albergotti, fece istanza al Capitolo di San Pietro in Vaticano per ottenere l'incoronazione della Madonna del Conforto, onorificenza riconosciuta alle immagini sacre più celebri.
Il Capitolo concesse l'incoronazione con decreto del 4 giugno 1814 e monsignor Albergotti poté ricevere dalle mani di papa Pio VII una piccola corona d'oro da porre sulla testa dell'immagine. 
La cerimonia dell'incoronazione della Madonna del Conforto, celebrata dal vescovo Albergotti nella Cattedrale di Arezzo, si tenne il successivo 15 agosto.
Lo stesso papa Pio VII, di ritorno dalla Francia per l'incoronazione di Napoleone Bonaparte, si era fermato ad Arezzo il 10 maggio 1805 e l'indomani aveva officiato una messa davanti all'immagine della Madonna del Conforto nel Duomo aretino.
Nel 1948 il vescovo di Arezzo Emanuele Mignone promosse la prima peregrinatio Mariae della Madonna del Conforto: l'immagine sacra fu portata in tutte le parrocchie della Diocesi, in un evento che durò ben tre anni, fino al 1951. Era la prima volta che la Madonna del Conforto usciva dalla Cattedrale aretina, dopo esservi stata collocata nel 1796. 
Il 23 maggio 1993 papa Giovanni Paolo II, durante la propria visita pastorale ad Arezzo, affidò la Diocesi di Arezzo-Cortona-Sansepolcro (istituita nel 1986) alla protezione della Madonna del Conforto.
Nel 1996, in occasione del bicentenario del miracolo, l'immagine sacra fu nuovamente portata in peregrinatio nelle parrocchie più popolose della Diocesi.
Il 13 maggio 2012 un altro papa, Benedetto XVI, sostò in preghiera ai piedi della Madonna del Conforto.

## La Madonna del Conforto nella cultura di massa
Alla Madonna del Conforto è dedicata l'edizione di settembre della Giostra del Saracino di Arezzo. 
In onore della Madonna del Conforto Francesco Coradini compose nel 1931 il solenne mottetto Ave Spes Nostra e la laude popolare Bianca Regina fulgida, divenuta l'inno religioso della diocesi aretina.